# Liste der Stolpersteine in Balve
In der Liste der Stolpersteine in Balve werden die vorhandenen Gedenksteine aufgeführt, die im Rahmen des Projektes Stolpersteine des Künstlers Gunter Demnig bisher in Balve verlegt worden sind.

## Verlegte Stolpersteine
| Adresse                   | Name        | Inschrift | Verlegedatum | Bild                                          | Anmerkung                           |
| ------------------------- | ----------- | --- | ------------ | --------------------------------------------- | ----------------------------------- |
| Hauptstraße 37 (Standort) | David Bondy | Hier wohnte David Bondy Jg. 1868 eingewiesen 1942 Jüdisches Altersheim Unna deportiert 1942 ermordet 1942 in Theresienstadt | 7. Dez. 2011 | Stolperstein Balve Hauptstraße 37 David Bondy | geboren am 12. Januar 1868 in Balve |